# Noortje (strip)
Noortje is een Nederlandse stripreeks oorspronkelijk getekend door Jan Steeman en geschreven door Patty Klein. In 2016 nam Lucas Steeman het tekenwerk over. Twee jaar later nam Frank Jonker de scenario's over.

## Inhoud
De strip gaat over het roodharige tienermeisje Noortje.
De onhandige Noortje is verder doodsbang voor spinnen. Ook haar vervelende broer Sander en haar vriendin Marlies spelen een rol in de verhalen.

## Publicatiegeschiedenis
Deze gagstrip verscheen voor het eerst in het weekblad Tina in 1975 en werd geschreven door Patty Klein met tekeningen van Jan Steeman. Het verscheen in nummer 37 van dat jaar in het tijdschrift. Noortje was jarenlang de enige gagstrip in Tina.
In de jaren 80 verschenen er enkele albums in de collectie Tina Toppers. Vanaf 1994 verscheen er een reguliere albumreeks. De reguliere reeks werd uitgegeven door De Geïllustreerde Pers en later VNU Tijdschriften. Vanaf 2002 verschijnen de albums bij Sanoma.
In 2015 bestond Noortje 40 jaar en dat werd gevierd met enkele hommages van onder andere Gerard Leever, Jan Vriends, Thom Roep, Bas Schuddeboom en Rene Bergmans. In augustus 2016 moest Steeman stoppen met tekenen wegens gezondheidsredenen; hij overleed op 24 januari 2018. 
Het tekenwerk van deze strip wordt echter voortgezet door Steemans zoon Lucas; zijn eerste gags werden gepubliceerd in december 2016. Klein bleef de scenario's schrijven, maar stopte halverwege 2018 ook wegens gezondheidsredenen. Klein overleed in maart 2019. Nadat Klein stopte, schreef Frank Jonker de scenario's.

## Albums

### Hoofdreeks
Onderstaande albums verschenen in de reguliere reeks. De eerste negen albums verschenen bij uitgeverij De Geïllustreerde Pers. Daarna werden vijf albums uitgegeven bij VNU Tijdschriften. Van 2002 tot 2018 werden de albums uitgegeven bij Sanoma. Uitgeverij Personalia geeft de albums vanaf 2019 uit.
1. Kan die muziek zachter? (1994)
2. Streng verboden te lezen! (1995)
3. Hij houdt van me… Hij houdt niet van me… (1995)
4. Béregezellig! (1996)
5. Duizend keer lachen (1996)
6. Noortje kookt over (1996)
7. Altijd uitgelaten (1997)
8. Een pláátje (1997)
9. Versiert het weer (1997)
10. Blundert voor tien (1998)
11. Gaat mobiel (1999)
12. ...En niemand anders! (2000)
13. In beeld (2000)
14. Altijd opgeruimd (2001)
15. Zet ‘m op! (2002)
16. Spettert (2003)
17. Steelt de show (2004)
18. Ziet ze vliegen (2005)
19. Mooi is dat! (2006)
20. Laat van zich horen (2007)
21. Om te zoenen (2008)
22. In volle vaart (2009)
23. Stapelgek! (2010)
24. Het beste van (2011)
25. Bakt ze bruin! (2012)
26. Maakt het mooier (2013)
27. Om te aaien (2014)
28. Lang zal ze leven! (2015)
29. Ruimt op (2019)
30. Slaat op hol (2020)
31. In de knoop (2020)

### Buiten reeks

#### Oberon
Onderstaande albums verschenen bij uitgeverij Oberon in de collectie Tina Topstrip.
- Noortje (1980)
- Wees wijzer! (1982)
- Goed Gek! (1984)

Onderstaand album verscheen bij uitgeverij Oberon in de collectie De beste Tina-strips.
- Noortje in de bocht (1986)

#### Sanoma
Onderstaand album verscheen bij uitgeverij Sanoma.
- 30 jaar Noortje (2005)

## Prijs
In 2005 ontving tekenaar Jan Steeman de Stripschapprijs voor zijn hele oeuvre.